# Hockey Club Forte dei Marmi 2024-2025
Questa voce raccoglie le informazioni riguardanti l'Hockey Club Forte dei Marmi nelle competizioni ufficiali della stagione 2024-2025.

## Maglie e sponsor
Lo sponsor ufficiale per la stagione 2024-2025 è Canniccia Motor Club.
| 1ª divisa | 2ª divisa |

## Organigramma societario
- Presidente: Piero Tosi
- Vicepresidente: Valter Luisi
- Consiglieri:
- Direttore sportivo: Mirco De Gerone
- Segretaria: Stefania Saulig
- Addetto stampa: Michele Scuto

## Organico

### Giocatori
| N° | Naz.                 | Ruolo | Sportivo              |  |  |  |
| -- | -------------------- | ----- | --------------------- |  |  |  |
| 5  | Italia (bandiera)    | A     | Federico Ambrosio     |  |  |  |
| 6  | Italia (bandiera)    | A     | Andrea Borgo          |  |  |  |
| 7  | Italia (bandiera)    | A     | Diego Chereches       |  |  |  |
| 17 | Italia (bandiera)    | A     | Pieraldo Cacciaguerra |  |  |  |
| 22 | Italia (bandiera)    | P     | Riccardo Gnata        |  |  |  |
| 44 | Italia (bandiera)    | P     | Raffaello Ciupi       |  |  |  |
| 55 | Argentina (bandiera) | D     | Patricio Ipiñazar     |  |  |  |
| 57 | Italia (bandiera)    | A     | Francesco Rossi       |  |  |  |
| 78 | Italia (bandiera)    | A     | Tommaso Giovanelli    |  |  |  |
| 87 | Italia (bandiera)    | D     | Francisco Ipiñazar    |  |  |  |
| 99 | Spagna (bandiera)    | A     | Enric Torner          |  |  |  |

### Staff tecnico
- Allenatore:  Mirco De Gerone

## Mercato
| Acquisti | Acquisti              | Acquisti          | Acquisti |
| R.       | Nome                  | da                |          |
| -------- | --------------------- | ----------------- | -------- |
| A        | Andrea Borgo          | Montebello        |          |
| A        | Pieraldo Cacciaguerra | Settore giovanile |          |
| A        | Diego Chereches       | Settore giovanile |          |
| A        | Tommaso Giovanelli    | Settore giovanile |          |
| D        | Patricio Ipiñazar     | Montebello        |          |

| Cessioni | Cessioni           | Cessioni      | Cessioni |
| R.       | Nome               | a             |          |
| -------- | ------------------ | ------------- | -------- |
| A        | Elia Cinquini      | CGC Viareggio |          |
| D        | Francesco Compagno | Amatori Lodi  |          |
| A        | Joan Galbas Pedrol | Bassano       |          |